# Bruno Martins Indi
Rolando Maximiliano Martins Indi (Barreiro, Portugal, 8 de febrero de 1992), más conocido como Bruno Martins Indi, es un futbolista portugués nacionalizado neerlandés que juega como defensa en el Sparta de Róterdam de la Eredivisie de los Países Bajos.

## Trayectoria

### Feyenoord
Se unió al primer equipo del Feyenoord luego de graduarse de la academia de dicho club al comienzo de la temporada 2010-11. Hizo su debut profesional con el Feyenoord el 19 de agosto de 2010, cuando fue titular en un partido por la Europa League como local frente al Gent. Tres días después debutó en la liga en el empate 1-1 ante el Heracles Almelo. El 12 de septiembre de 2010, Martins Indi recibió una tarjeta roja por primera vez en su carrera durante el tiempo de adición en la derrota 2-0 frente al NAC Breda. El 24 de octubre de 2010, Martins Indi fue parte de la defensa junto con André Bahia, Tim de Cler, y Stefan de Vrij luego de ingresar por Ruben Schaken en el minuto 35 en la derrota más grande en la historia del Feyenoord: 10–0 frente al PSV. El 31 de octubre de 2010, Martins Indi obtuvo su primera asistencia, cuando Luc Castaignos anotó el empate 1-1 en un partido contra el AZ Alkmaar, partido que el Feyenoord terminaría perdiendo 2-1. El 17 de abril de 2011, Martins Indi anotó su primer gol como profesional en la liga en la goleada 6-1 sobre el Willem II. Fue elogiado por su actuación junto a Ryo Miyaichi y Georginio Wijnaldum.
En la temporada 2011-12 se convirtió en un titular regular bajo el nuevo entrenador del Feyenoord, Ronald Koeman. El 22 de octubre de 2011, Martins Indi anotó su primer gol de la temporada en la derrota 2-1 ante el VVV-Venlo. El 22 de febrero de 2012, Martins Indi firmó un nuevo contrato con el Feyenoord hasta el año 2016.

### Porto
Se unió al primer equipo del Porto de Portugal el 15 de julio de 2014; equipo que adquirió sus derechos deportivos por 7.7 millones de euros.

### Stoke City
Luego de dos temporadas en el futbol portugués, Bruno fue transferido al Stoke City de Inglaterra mediante un préstamo que posteriormente se transformó en venta definitiva en la temporada 2017/2018 por un valor de 7,7 millones de euros.
Con el equipo inglés tres temporadas consecutivas para luego jugar  en el Az Alkmaar de la liga holandesa.

### Az Alkmaar
Su llegada al Az Alkmaar se dio de manera similar a su paso por Inglaterra. El AZ obtuvo al defensor mediante un préstamo en la temporada 2020/2021, para luego obtener una compra definitiva de sus derechos.

### Sparta de Róterdam
En julio de 2025, fue traspasado al Sparta de Róterdam, firmando un contrato hasta junio de 2026.  El traspaso marcó su regreso a Róterdam, ciudad donde se formó profesionalmente con el Feyenoord.

## Selección nacional
Tenía la opción de jugar tanto para Portugal como los Países Bajos, ya que contaba con ambos pasaportes, o bien para Guinea-Bissau, debido al origen de sus padres. No obstante, finalmente se decidió jugar para los neerlandeses, y desde 2009 ha sido parte de las selecciones sub-17 y sub-19 de ese país. El 15 de agosto de 2012 hizo su debut con la selección mayor en la derrota 4-2 ante Bélgica.
En total, disputó 36 partidos con la selección absoluta de los Países Bajos, en los que anotó 2 goles entre 2012 y 2018.
El 13 de mayo de 2014 fue incluido por el entrenador de la selección de los Países Bajos, Louis van Gaal, en la lista preliminar de 30 jugadores con miras a la Copa Mundial de Fútbol de 2014 en Brasil. Finalmente fue confirmado en la nómina definitiva de 23 jugadores el 31 de mayo.

### Participaciones en Copas del Mundo
| Mundial                        | Sede   | Resultado     |
| ------------------------------ | ------ | ------------- |
| Copa Mundial de Fútbol de 2014 | Brasil | Tercer puesto |

## Clubes
| Club                      | País         | Año       |
| ------------------------- | ------------ | --------- |
| Feyenoord                 | Países Bajos | 2010-2014 |
| F. C. Porto               | Portugal     | 2014-2017 |
| Stoke City F. C. (cedido) | Inglaterra   | 2016-2017 |
| Stoke City F. C.          | Inglaterra   | 2017-2021 |
| AZ Alkmaar (cedido)       | Países Bajos | 2020-2021 |
| AZ Alkmaar                | Países Bajos | 2021-2025 |
| Sparta de Róterdam        | Países Bajos | 2025-2027 |